# 川先
川先（かわさき）は、青森県弘前市の地名。郵便番号は036-8103。

## 地理
弘南鉄道弘南線弘前東高前駅南側、および弘南線・JR奥羽本線沿線の町。奥羽本線は弘前東高前駅手前まで並走しているが離れていき、丁度奥羽本線と弘南線にはさまれる形で位置する。一丁目から四丁目まで設置されており、北は城東、西から西南にかけて取上、南は大清水、南西から西にかけて小比内に接する。

## 世帯数と人口
2017年（平成29年）6月1日現在の世帯数と人口は以下の通りである。
| 丁目       | 世帯数  | 人口    |
| ---------- | ------- | ------- |
| 川先一丁目 | 116世帯 | 256人   |
| 川先二丁目 | 140世帯 | 300人   |
| 川先三丁目 | 352世帯 | 770人   |
| 川先四丁目 | 148世帯 | 320人   |
| 計         | 756世帯 | 1,646人 |

## 交通
- 弘南鉄道弘南線 - 弘前東高前駅
- 弘南バス
  - 東高校駅前、東高校前、川先西口、川先三丁目、五中校前（弘前駅 - 川先経由 - さくら野弘前店）停留所。
  - 東高校駅前、東高校前、川先西口、川先三丁目、川先南口、第五中校入口（弘前駅 - 小比内経由 - さくら野弘前店）停留所。

## 施設

### 教育
- 弘前市立第五中学校
- 弘前東高等学校

### 医療
- 弘南歯科医院
- 石澤動物病院
- しろと歯科医院
- 青山胃腸科内科クリニック

### 商業
- 青森トヨタ自動車弘前城東店
- ノエビア化粧品楮町出張所
- ホワイト急便川先店
- 弘善商会配送センター
- 大同紙業

### 公共
- 小比内公園
- 五葉会館

## 小・中学校の学区
市立小・中学校に通う場合、学区は以下の通りとなる。
| 大字       | 番地 | 小学校             | 中学校             |
| ---------- | ---- | ------------------ | ------------------ |
| 川先一丁目 | 全域 | 弘前市立豊田小学校 | 弘前市立第五中学校 |
| 川先二丁目 | 全域 | 弘前市立豊田小学校 | 弘前市立第五中学校 |
| 川先三丁目 | 全域 | 弘前市立豊田小学校 | 弘前市立第五中学校 |
| 川先四丁目 | 全域 | 弘前市立豊田小学校 | 弘前市立第五中学校 |